# Schaafheim
Schaafheim – miejscowość i gmina w Niemczech, w kraju związkowym Hesja, w rejencji Darmstadt, w powiecie Darmstadt-Dieburg.

## Współpraca
Miejscowości partnerskie:
- Mansfeld, Saksonia-Anhalt
- Richelieu, Francja